# Ministère de la Santé (Haut-Karabagh)
Pour les articles homonymes, voir Ministère de la Santé.
Le ministère de la Santé (arménien : Առողջապահության նախարարություն ; russe : Министерство здравоохранения) est un organe d’administration du Haut-Karabagh (république d’Artsakh).